# Dorijan
Dorijan je moško osebno ime.

## Izvor imena
Ime Dorijan je različica moškega osebnega imena Darij.

## Pogostost imena
Po podatkih Statističnega urada Republike Slovenije je bilo na dan 31. decembra 2007 v Sloveniji število moških oseb z imenom Dorijan: 34.

## Osebni praznik
Osebe z imenom Dorijan lahko godujejo takrat kot Darij.